# Miguel Zepeda
Miguel Ángel Zepeda Espinoza (Tepic, 25 mei 1976) is een voormalig Mexicaans voetballer. Zepeda was een middenvelder.

## Clubcarrière
Zepeda begon zijn carrière bij Atlas Guadalajara. In 2001 stapte hij over naar Cruz Azul, waarmee hij vier competitiehelften speelde. Na passages bij Monarcas Morelia, Deportivo Toluca, opnieuw Cruz Azul en Santos Laguna belandde hij bij Club América, waarmee hij in 2006 de CONCACAF Champions League won. Nadien speelde hij nog voor San Luis, Veracruz, Atlas Guadalajara, Leones Negros en opnieuw Veracruz.

## Interlandcarrière
Zepeda maakte op 10 februari 1999 zijn debuut voor het Mexicaans voetbalelftal  tijdens een vriendschappelijke wedstrijd tegen Argentinië. Hij won datzelfde jaar de FIFA Confederations Cup 1999, die in eigen land werd gehouden. Zepeda scoorde in de finale tweemaal tegen Brazilië. Twee jaar later haalde hij met Mexico de finale van de Copa América 2001, maar die verloor hij van Colombia. Zepeda mocht tijdens de finale in de 74e minuut invallen voor Alberto Rodríguez.
In 2002 werd hij door bondscoach Javier Aguirre niet geselecteerd voor het WK 2002. Zepeda won in 2003 wel de CONCACAF Gold Cup 2003. In de finale tegen Brazilië kwam hij evenwel niet in actie.

## Erelijst
| Competitie                |              |              |              |              |
| Competitie                | Aantal       | Jaren        |              |              |
| Club América              | Club América | Club América | Club América | Club América |
| ------------------------- | ------------ | ------------ | ------------ | ------------ |
| CONCACAF Champions League | 1x           | 2006         |              |              |
| Mexico                    |              |              |              |              |
| FIFA Confederations Cup   | 1x           | 1999         |              |              |
| CONCACAF Gold Cup         | 1x           | 2003         |              |              |